# Городок (Башкортостан)
Городо́к — упразднённый посёлок в черте г. Благовещенска Благовещенского района Республики Башкортостан Российской Федерации.

## География
Расположен на правобережье реки Белой (притоке Камы), вблизи озера-старицы Абызово., в пригородной зоне города Уфы

## История
Основан после 1870 года.
В 1930-е гг. вошёл в состав Благовещенского поселкового совета, позднее в черту города.

## Население
В 1896 году проживало 38 человек, в 1906 — 32, в 1920 — 43, в 1939 — 44, в 1959 — 48, в 1969 — 48.

## Инфраструктура
Было развито приусадебное хозяйство. В 1896 году 7 дворов.

## Транспорт
Был доступен автомобильным, гужевым транспортом.